# Carl Joseph Burret
Carl Joseph Burret (* 10. April 1761 in Koblenz; † 30. September 1828 ebenda) war ein französischer und preußischer Verwaltungsbeamter und von 1816 bis 1828 erster Landrat des Landkreises Koblenz.

## Leben und Herkunft
Carl Joseph Burret war ein Sohn des kurtrierischen Regierungs- und Revisionsrats Philipp Wilhelm Josef Burret und dessen Ehefrau Margaretha Gertrudis, geb. Berghoven. Nach Ende seiner Gymnasialbildung absolvierte er in Trier, Heidelberg und Wien sowie 1783 an der Kameralschule Kaiserslautern ein Studium der Rechts- und Kameralwissenschaften. Im Anschluss war er bei den Hofkammern Ellwangen und Salzburg tätig. Am 15. Juni 1787 wurde er kurtrierischer Hofkammerrat, dann Leiter des Forstdepartements und ab 1794 war er bei der französischen Munizipalitäts-Verwaltung in Koblenz beschäftigt. 1797 wurde er Hofrat, 1799 Präsident der Munizipalkommission Koblenz und am 19. April 1803 Weilburgischer Hofrat bei der Finanzkammer des Fürsten von Nassau-Weilburg. Nach seiner Entlastung aus der Weilburgischen Verwaltung am 13. November 1806 war er ab dem 11. Mai 1806 Bürgermeister von Kreuznach. Im Januar 1814 wurde er Kreisdirektor von Simmern und im Februar 1814 Kreisdirektor von Koblenz. Am 20. Juni 1814 wurde ihm als Departementaldirektor die Verantwortung über die am rechten Moselufer gelegenen Teile des Rhein-Mosel-Departements übertragen. Von 1814 bis 1815 war er zudem Präsident der Kommission der administrativen Justiz in Kreuznach. Im Mai 1816 wurde er landrätlicher Kommissar in Koblenz und am 16. Januar 1817 erster Landrat des neu geschaffenen Landkreises Koblenz, wo er 1828 während des Dienstes verstarb.

## Mitgliedschaften
- Les amis reunis de la Nahe et du Rhin a l Orient de Creuznach[2] (deutsch: Die vereinten Freunde der Nahe und des Rheins östlich von Creuznach)
- 1809: Mitglied der Hospital- und Wohltätigkeitskommission[2]

## Auszeichnungen
- Roter Adlerorden 3. Klasse[1][2]